# Maria Nikolaevna O’Rourke
Maria Nikolaevna O’Rourke, foi uma condenada russa em um caso notório ocorrido em 1910, por envolvimento com o assassinato do conde Paulo Komarowsky, um dos seus amantes.
Filha do conde Nikolay Moritsevich O’Rourke, oficial naval russo de ascendência irlandesa, com a sua segunda esposa Ekaterina Seletska, uma nobre de origem cossaca.
Após o seu casamento com o aristocrata russo Wasily Tarnowsky, mudou seu nome para Maria Tarnowsky (ou Tarnowskaya, Tarnovska, Tarnowska, etc).

## Histórico
Aos 16 anos Maria foge para viver um romance proibido com o conde Wasilly. O relacionamento não era aprovado pela família, pois o pai de Maria não via Wasilly com bons olhos. Dizia que este vivia uma vida boêmia, o que de fato acontecia. Ignorando a intuição de seu pai, Maria casou-se com o conde Tarnowsky e aos 20 anos teve o seu primeiro filho. Durante o parto ela sofreu muitas complicações desenvolvendo mastite, o que a impossibilitou de amamentar seu filho.
Maria viajava constantemente porque acreditava que isso ajudaria ela a lidar com as fortes dores que sofria. Em uma de suas viagens, em Gênova, na tentativa de tratar as suas doenças, ela contraiu febre tifoide. Essas doenças eram manifestação do quadro psicológico de Maria e também, principalmente, de doenças ginecológicas. Maria engravidaria mais uma vez, gerando seu segundo filho, batizado de Tioka. O seu marido ignorava completamente a saúde da esposa e mesmo durante o nascimento de seu filho não se encontrava ao lado dela, mas bebendo em um bar. Ele fugiu tempo depois para viver um romance extraconjugal com uma bailarina.
Maria sempre esteve à beira da loucura, fato que se atribui a uma feminilidade insatisfeita. Seu perfil físico foi algo muito relevante para o caso pois muitos ficaram chocados e não acreditavam que uma mulher magra, alta, de cabelos castanhos e voz doce e sensual, frequentadora de grandes salões da Europa, elegante, requintada fosse capaz de arquitetar um crime de tamanha repercussão.
Os médicos afirmavam que sua família tinha problemas psicológicos hereditários. Ela também era viciada em drogas como éter, morfina e cocaína, chegando a tomar doses letais da droga. Foi submetida ao tratamento para raiva após ser mordida por um cão hidrófobo sendo, portanto, submetida a um tratamento antirrábico, que também teve complicações para o seu sistema nervoso. O único laudo confirmado como válido para julgamento, no entanto, foi feito a mando de Maria e de seu advogado de defesa. Esse laudo comprovava que ela tinha toxiconoma crônica, ou seja, ela era uma drogada em potencial. Além disso, havia outros laudos que não foram considerados durante o julgamento. Os médicos afirmavam que todos os problemas dela advinham das doenças ginecológicas. Acreditavam também que as relações sexuais que ela tinha eram dolorosas, incompletas e levavam os seus amantes a uma excitação de erotismo nervoso, o que acentuava os fenômenos do masoquismo. Quando ela se separou, não oficialmente, do conde Tarnowsky, entrou em acordo com o conde para que um dos filhos, Tioka, permanecesse com ela e a outra, Tatiana, com ele. Ela era muito próxima a Tioka, até mesmo no julgamento isso era relevante porque os médicos e advogados utilizaram esse afeto como pretexto. Além disso, seu marido tinha um irmão, que cometeu suicídio. Muitas pessoas especulavam que tal suicídio advinha pelo fato de ela tê-lo seduzido, o que posteriormente comprovou-se falso. Maria ainda sofria de claustrofobia porque ela não gostava de ambientes com portas fechadas, pois acreditava na ideia de haver mortos do outro lado das portas. Sua loucura agravou-se ainda mais quando seu marido deixou seu filho dormindo no mesmo quarto em que seu cunhado cometera suicídio. Era, de fato, uma psicopata.

## Os amantes
Maria teve inúmeros amantes, dentre eles Borgewsky, que a ensinou a usar arma e foi ferido por uma bala disparada por Maria Tarnoswky em sua mão. Este estava ensinando-a a atirar quando em dado momento colocou a sua mão em frente à arma e disse “Diga que me ama” ao que ela loucamente responde com um disparo contra sua mão. Esse fato curiosamente o fez ficar ainda mais apaixonado. O mesmo foi morto pelo então marido da Condessa após propor um duelo de pistolas. Como resposta ao desafio, Wasilly, apresentou em contraproposta um banquete de reconciliação, atentando contra a vida de Borgewsky quando este saía pela porta. A protagonista ficou abalada com o falecimento, desmaiou ao ver o sangue do amado jorrar.
Além do Borgewsky, teve como companheiro Naumow, que foi o executor do crime de assassinato de conde Komarowsky (ex-marido de Maria), a mando dela. Com facilidade ela o manipulava, assim como fazia com todos seus outros amantes. Naumow era um jovem que apresentava problemas psicológicos, herdados da genética familiar e que também estão ligados a um trauma que sofreu ao cair no rio Volga quando tinha 16 anos. Também era um alcoólatra que apresentava fraqueza e tinha tendência a ser dominado, visto que tinha o desejo, como muitos jovens da época, por uma mulher forte e dominadora. Além disso, com Naumow, Maria muito usou de jogos masoquistas, mostrou ela assim seus desejos sexuais, e foi uma das maneiras de mantê-lo sob o seu domínio, já que ele demonstrou desde cedo interesse pelo masoquismo.
Mais duas pessoas fizeram parte da vida dela: barão Von Stahl e Perrier. O primeiro tinha o hábito de enviar drogas para a Condessa, mais precisamente cocaína, substância que ela chegou a tomar doses mortais para combater as fortes dores que sentia. Mandava-lhe também cartas mostrando devoção intensa a ela. Perrier era a criada de Maria e possivelmente a pessoa mais próxima a ela. De origem pobre, foi acolhida por Maria e a acompanhava constantemente, fato este que gerou especulações sobre as duas estarem envolvidas de maneira mais íntima. A baixa escolaridade e o fato de que Perrier não era tratada com desprezo influenciou posteriormente no seu julgamento em que a promotoria concordou que ela estava apenas acompanhando a sua senhora e sua omissão não era digna de punição, mas apenas de repreensão. Na época, Maria era considerada uma mulher extremamente apaixonante por sua personalidade venenosa, de desprezo e causadora de angústias amorosas, encantando até mesmos os presentes em seu julgamento.
Um outro amante da Condessa Tarnowsky, e certamente o mais importante deles, foi Donato Prilukoff, apontado como arquiteto da morte do ex-marido dela, mas consoante com o perfil de distúrbio dela. O livro sobre o crime leva a entender que a Condessa foi quem realmente planejou o crime e influenciou seus amantes a fazê-lo. Prilukoff era um brilhante advogado, bem casado e o que mais resistiu aos encantos da Condessa, no entanto, sempre retornava a ela, terminando sem dinheiro e tendo que atender muitos clientes em pouco tempo para conseguir manter o alto nível de vida que Maria gostava, fugindo com ela da Rússia.

## O julgamento
O processo iniciou na sexta-feira, 5 de março de 1910, e se estendeu até 20 de maio do mesmo ano, tendo 48 audiências. Todo o julgamento foi acompanhado por muitas personalidades ilustres, atores, atrizes, duques, criminalistas da época.
Os debates ocorreram na Fabbriche Nuevo de Rialto em Paris, sob um forte esquema de segurança. Além disso, representando o Estado o procurador-geral Vittore Randi e representando a parte civil, Francesco Carnelluti.
Os advogados de Tarnowsky foram: Arturo Vecchini e Adriano Diena. Ao tribunal Maria chega em uma gôndola negra, um claro privilégio, e sente-se completamente à vontade naquele ambiente luxuoso e extravagante, também ela possui testemunhas convocadas muito caras.
O advogado de defesa da condessa enfatiza que ela sequer recebeu o benefício da dúvida por parte do público, que já a acusavam antes do término do julgamento e tenta descaracterizar a personalidade vil montada pela acusação. A defesa dizia que o motivo principal pelo qual Maria tinha distúrbios era porque nunca havia conhecido um homem realmente bondoso, leal e honesto, apenas a vida fútil e extravagante que Prilukoff a dera. Isso fazia dele, portanto, o culpado das ações da condessa. Ademais, a defesa tentou justificar as ações de Maria com o vício e as doenças consequentes do segundo parto.
O outro advogado de Maria Tarnowsky, Arturo Vecchini, menciona ser necessário julgamento diferente a condessa por ser mulher e enfatiza o histórico familiar de loucura. Além disso, para suavizar a imagem dela, aborda o lado materno da ré, a infelicidade advinda do relacionamento com Prilukoff e por último atacou a personalidade do falecido conde Kamarowsky, o que foi um notável erro.
A sentença pronunciada foi a de uma pena de 10 anos de prisão para Prilukoff, enquanto a condessa foi sentenciada a 8 anos e meio (menos por ser mulher).
Uma frase que resume a vida da condessa é: “Por Maria Tarnowsky muitos estiveram dispostos a morrer ou a matar, mas poucos estiveram dispostos a querer sua morte”.

## Conclusão do caso
A condessa foi transferida para a penitenciária de Trani, localizada no sul da Itália quando é solta em 1915. Após cumprir a sua pena os relatos sobre a sua vida são incompletos. Sabe-se que ela emigrou, na companhia de um diplomata americano, para a América do Sul, logo após a sua libertação, sob o nome de “Nicole Roush”.
No ano de 1916, morando em Buenos Aires com um novo amante, o francês Alfred de Villemer, era conhecida pelo nome de “madame Villemer”. Há relatos de Maria vendendo seda e outros enfeites.
Maria morreu em 23 de janeiro de 1949. Seu corpo foi transportado para a Ucrânia, então parte da URSS, onde foi enterrada junto aos seus antepassados.